# Сулаймони, Гульчехра
Гульчехра Сулаймони (тадж. Гулчеҳра Сулаймонӣ, Гулчеҳра Сулаймонова; 1 января 1928, Бухара — 5 апреля 2003) — таджикская и советская поэтесса, член Союза писателей СССР (с 1957), Народный поэт Таджикской ССР, лауреат Государственной премии Таджикистана имени Рудаки (1977).

## Биография
Дочь Пейрава Сулеймани, поэта, реформатора традиционной таджикской поэтической метрики.
В 1943 году окончила женское педагогическое училище в Бухаре, затем в 1947 году завершила учёбу в Бухарском педагогическом институте. Некоторое время преподавала в средних школах города. Через год переехала в Душанбе, где преподавала таджикский язык и литературу в педагогическом училище.
Затем работала в государственном издательстве. В 1951 году назначена заведующей отделом детского издания «Пионери Точикистон» (ныне «Анбоз»), в 1952 году — заведующей отделом журнала «Машъал». С 1954 года руководила отделом детской литературы Таджикского государственного издательства.
В 1960—1970-х годах работала заведующей отделом литературного журнала «Садои Шарк», заведующей отделом детской литературы республиканского издательства «Маориф» и более десяти лет — в качестве заместителя главного редактора общественно-политического журнала «Занони Точикистон» («Женщины Таджикистана»).
Скончалась 5 апреля 2003 года, похоронена на кладбище «Сари Осиё».

## Творчество
Дебютировала в 1946 году.
Сыграла большую роль в развитии таджикской детской поэзии второй половины XX века.
Г. Сулаймони — детская поэтесса, которую называют «таджикской Агнией Барто» — она автор многих добрых и хороших стихов для детей, которые знают наизусть не одно поколение Таджикистана. Из под её пера вышло 20 поэтических сборников, из которых 15 — посвящены детям.
В 1976 году за сборники стихотворений «Себи Хубон» («Яблоко Хубон») и «Чил кокули бозигар» («Сорок игривых косичек») она стала первым лауреатом Государственной премии им. Рудаки среди детских писателей республики. За неутомимую общественную деятельность и большие заслуги в развитии таджикской литературы была награждена орденом «Дружбы народов», а также удостоена почётного звания «Народный поэт Таджикистана».
Занималась переводами на таджикский язык цикла стихотворений из творчества известных литераторов разных народов мира и ознакомила таджикских читателей с художественными достижениями народов зарубежных стран. В частности, читатели в её переводах узнали поэзию Агнии Барто, Самуила Маршака, Сергея Михалкова, Эди Огнецвет, Сильвы Капутикян, Янины Дягутите, Хонумона Алибейли, Куддуса Мухаммади, Каюма Тангрыкулиева и многих других.

## Награды
- Орден Дружбы народов
- Медаль «За трудовую доблесть» (7 марта 1960 года) — в ознаменование 50-летия Международного женского дня и отмечая активное участие женщин Советского Союза в коммунистическом строительстве и их заслуги перед Советским государством по воспитанию молодого поколения, за достижение высоких показателей в труде и плодотворную общественную деятельность[2].
- Народный поэт Таджикской ССР[тадж.] (1976)
- Государственная премия Таджикистана имени Рудаки (1977)
- Почётная грамота Президиума Верховного Совета Таджикской ССР

## Избранные произведения
- «Имрӯз ид» («Сегодня праздник», 1957),
- «Ду бех олу» («Два саженца сливы», 1962),
- «Наргис» (1966),
- «Чархофалак» («Карусель», 1971),
- «Аспак» («Конек», 1972),
- «Чил кокули бозигар» («Сорок игривых косичек», 1973),
- «Себи хубон» («Яблоко Хубон», 1974),
- «Шаддаи марҷон» («Коралловая нить», 1976),
- «Илҳом» («Вдохновение», 1977),
- «Рангинкамон» («Радуга», 1979),
- «Ниҳол» («Саженец», 1979),
- «Айёми гулу лола» («Пора цветения тюльпанов», 1982),
- «Таронаҳои офтобӣ» («Солнечные песни», 1984),
- «Куртаи чакан» («Платье чакан»,1989),
- «Сичароғ» («Тридцать фонарей», 1989),
- «Лолаҳои дасти ман» («Тюльпаны моих рук», 1998)
- «Хазинаи Мадина» («Сокровищница Мадины»),
- «Ҷомаи сангин»(«Каменный халат»),
- «Қиссаи хирсак» («Приключение мишки»),
- «Нарав, тирамоҳ» («Осень, не уходи») и др.

Ряд её сборников стихов переведен на русский, украинский, молдавский, узбекский, белорусский, казахский и другие языки и опубликован в Москве, Минске, Киеве, Кишинёве, Алма-Ате, Ташкенте и других городах.